# Святилище Хесус-Насарено-де-Атотонилько
Святилище Хесус-Насарено де Атотонилько (исп. Santuario de Jesús Nazareno de Atotonilco) — бывшее иезуитское святилище, расположенное в 8-14 км от мексиканского города Сан-Мигель-де-Альенде.

## История и архитектура
Святилище было основано в XVIII веке и является одним из наиболее характерных примеров барочной архитектуры Новой Испании. Святилище состоит из большой церкви и нескольких небольших часовен, украшенных картинами Родригеса Хуареса и фресками Мигеля Антонио Мартинеса де Покасангре, оно представляет собой образец культурного взаимопроникновения между европейской и латиноамериканской культурами.
Является объектом крупного религиозного паломничества. С 2008 года входит в список объектов Всемирного наследия ЮНЕСКО .